# 明基夫齊
49°59′13″N 29°6′18″E / 49.98694°N 29.10500°E
明基夫齊（烏克蘭語：Міньківці），是烏克蘭北部的村莊，隸屬日托米爾州的別爾季切夫區。該村始建於1683年，面積33.2平方公里，海拔高度226米，2001年人口681，人口密度每平方公里20.53人。